# 연덕궁주 (인종)
연덕궁주(延德宮主, ? ~ 1139년 8월 29일(음력 8월 4일))는 고려의 제17대 왕 인종의 왕후였다가 폐후가 되었다.

## 생애
본관은 인주(또는 경원, 현재의 인천)으로, 조선국공 이자겸(李資謙)의 셋째 딸이다. 그녀의 언니는 예종의 왕후인 순덕왕후로, 인종은 그녀에게는 친조카였다. 하지만 당시의 세력가였던 이자겸이 다른 성에게 왕후자리를 내어주면 권력이 분산될까 염려하여 그녀를 억지로 왕후로 들이게 하였다.
1124년(인종 2년) 음력 8월에 입궁하여 왕후가 되었으며, 연덕궁주(延德宮主)에 책봉되었다. 《동국통감》은 그녀가 왕후가 되던 날 소나기가 쏟아지고 바람이 세차게 불어 나무가 뽑혔다고 기록하고 있다.
그러나 이자겸이 축출되고 난 후 1126년(인종 4년) 음력 6월 20일, 신하들이 '궁주는 왕의 종모(從母)이니 왕후가 될 수 없다.'라고 간언하여 동생 폐후 이씨와 함께 폐위되었다. 하지만 폐위된 후에도 왕은 그녀를 후하게 대접하였다.
소생 없이 1139년(인종 17년)에 죽었다. 폐후인 관계로 능은 조성되지 않았다.

## 가족 관계
- 아버지 : 이자겸 (李資謙, ? ~ 1126년)
- 시어머니, 언니 : 순덕왕후 이씨 (또는 문경태후, 順德王后 李氏, ? ~ 1118년) - 이자겸의 둘째 딸
  - 남편, 조카 : 인종 (仁宗, 1109년 ~ 1146년, 재위:1122년 ~ 1146년)
  - 동생 : 폐후 이씨 (廢妃 李氏, ? ~ 1195년) - 이자겸의 넷째 딸

## 참고 자료
- 《고려사》《열전 - 후비전》